# Al-Kubajba
Al-Kubajba (arab. ‏القُبَيْبَة‎) – nieistniejąca już palestyńska wieś, która była położona w Dystrykcie Hebronu w Mandacie Palestyny. Wieś została wyludniona i zniszczona podczas I wojny izraelsko-arabskiej (an-Nakba), po ataku Sił Obronnych Izraela w dniu 28 października 1948.

## Położenie
Al-Kubajba leżała na pograniczu Szefeli ze wzgórzami Judei, w sąsiedztwie Al-Dawajima i Bajt Dżibrin. Według danych z 1945 do wsi należały ziemie o powierzchni 11 912 ha. We wsi mieszkało wówczas 1060 osób.
| własność gruntów | powierzchnia gruntów (hektary) |
| ---------------- | ------------------------------ |
| Arabowie         | 11 801                         |
| Żydzi            | 0                              |
| publiczne        | 111                            |
| Razem            | 11 912                         |

| Rodzaj użytkowanych gruntów | Arabowie (hektary) | Żydzi (hektary) |
| --------------------------- | ------------------ | --------------- |
| uprawy oliwek               | 44                 | 0               |
| uprawy zbóż                 | 8 109              | 0               |
| nieużytki                   | 3 768              | 0               |
| zabudowane                  | 35                 | 0               |

## Historia
W 1596 al-Kubajba była niedużą wsią z populacją liczącą 182 mieszkańców, którzy płacili podatki z upraw pszenicy, jęczmienia, sezamu, owoców, oraz hodowli kóz i uli.
W okresie panowania Brytyjczyków al-Kubajba rozwijała się jako duża wieś. Był tutaj jeden meczet i jedna szkoła podstawowa dla chłopców.
Podczas I wojny izraelsko-egipskiej w maju 1948 wieś zajęły wojska egipskie. W październiku Izraelczycy przeprowadzili operację Jo’aw, w trakcie której wieś al-Kubajba została zajęta, a następnie jej mieszkańcy zmuszeni do opuszczenia swoich domów. Istnieją doniesienia, że kilka dni później w jaskiniach przy wiosce zamordowano 35 osób, w tym kobiety i dzieci.

## Miejsce obecnie
Na gruntach należących do al-Kubajby powstał w 1955 moszaw Lachisz.

Palestyński historyk Walid Chalidi, tak opisał pozostałości wioski al-Kubajba: 

Teren jest opuszczony, porośnięty tylko przez kaktusy i kilka drzew oliwnych.